# St. Michael, Volšperk
St. Michael je naselje v Občini Volšperk v Okraju Volšperk na Koroškem v Avstriji.